# Plempukankembaran
Plempukankembaran is een bestuurslaag in het regentschap Kebumen van de provincie Midden-Java, Indonesië. Plempukankembaran telt 1018 inwoners (volkstelling 2010).